# ليني غولت
ليني غولت (بالإنجليزية: Lenny Gault)‏ هو كاتب أغاني ومغني أمريكي، ولد في 16 أغسطس 1942، وتوفي في 21 أبريل 2012.